# Abd al-Fattah Muru
ʿAbd al-Fattāḥ Mūrū o Abdelfattah Mourou o Abdel Fattah Mourou (in arabo ﻋﺒﺪ ﺍﻟﻔﺘﺎﺡ ﻣﻮﺭﻭ‎?; Tunisi, 1º giugno 1948) è un politico e avvocato tunisino di orientamento conservatore.

## Biografia
Figlio di un commerciante di lontana ascendenza musulmana spagnola emigrata in Maghreb, compie i suoi studi nel Collège Sadiki. Prosegue la sua istruzione seguendo i corsi di Giurisprudenza nell'Università di Tunisi e ottiene una laurea in Giurisprudenza e un'altra in Scienze Islamiche.. Presto aderisce a una confraternita sufi, la ben nota e diffusa Madaniyya, creata all'inizio del XX secolo, che esortava la società nordafricana in generale e tunisina in particolare, a combattere la presenza straniera (essenzialmente francese, ma anche italiana, visto la consistenza numerica della sua comunità) in Tunisia.
Inizia la sua militanza fondamentalista negli anni sessanta, predicando nelle scuole e nelle moschee. Nel 1969 conosce Rashid Ghannushi in una moschea di Tunisi e insieme concordano nel fondare un movimento "islamico" in Tunisia. Nel 1973, tentando di organizzare un'assemblea di un centinaio di persone a Susa, Mūrū, Hmida Ennaifer e Ghannushi sono arrestati dalla polizia. In seguito a ciò, decide di creare un'organizzazione clandestina (Jamāʿa al-Islāmiyya, ossia "Società islamica") che si struttura in cellule regionali e nazionali. Essa è attiva principalmente nelle moschee e nelle università ed edita un giornale, al-Maʿrifa (La conoscenza), diffuso gratuitamente in certe edicole e nelle librerie vicine all'organizzazione. Mūrū diventa uno dei predicatori di maggior richiamo nella capitale tunisina e il leader della Jamāʿa al-Islāmiyya. Essa diventa nel 1981 la Mouvement de la tendance islamique (Ennahda, cioè al-Nahḍa, "la Rinascita") di cui Mūrū è il numero due. Tuttavia il movimento diventa rapidamente oggetto di repressione: Muru è arrestato e trascorre due anni in carcere. Dopo l'attacco al commissariato di polizia di Bab Souika, nel 1991, è nuovamente imprigionato. È fatto oggetto nel 1992 di una campagna di diffamazione da parte del regime, che mira a screditarlo a livello personale.
Dopo questa nuova incarcerazione, Mūrū adotta una linea conciliativa, denuncia la pratica della violenza e annuncia la sospensione della sua militanza all'interno di Ennahda..
Mūrū cessa allora ogni attività politica in Tunisia ma continua ad esercitare la sua professione di avvocato.
Il 30 gennaio 2011, in seguito al ritorno dall'esilio di Rāshid Ghannūshī, Mūrū lascia capire che riprenderà la sua attività politica. A seguito di un appello del "predicatore informatico" Yūsuf al-Qaraḍāwī, Ghannushi dichiara che Mūrū s'incaricherà della campagna elettorale del suo partito in occasione dell'elezione dell'Assemblea costituente nell'ottobre del 2011. Mūrū smentisce però di appartenere ufficialmente a Ennahda o a qualsiasi altro partito.
Viene eletto all'Assemblea dei rappresentanti delle persone alle elezioni del 26 ottobre 2014, prima di essere eletto primo vicepresidente. 
Il  25 luglio 2019, alla morte del presidente Béji Caïd Essebsi, subentra come capo del Parlamento quando Mohamed Ennaceur diventa presidente ad interim della Repubblica.  Il consiglio della Shura di Ennahdha lo designa il 6 agosto successivo come candidato del partito alle elezioni presidenziali del 15 settembre.

## Vita privata
È padre di quattro ragazzi e di una ragazza. Veste in ogni momento della sua vita il tradizionale abito tunisino, che ha cominciato a indossare all'età di 18 anni.